# Pawilon Historii Miasta Gorlice

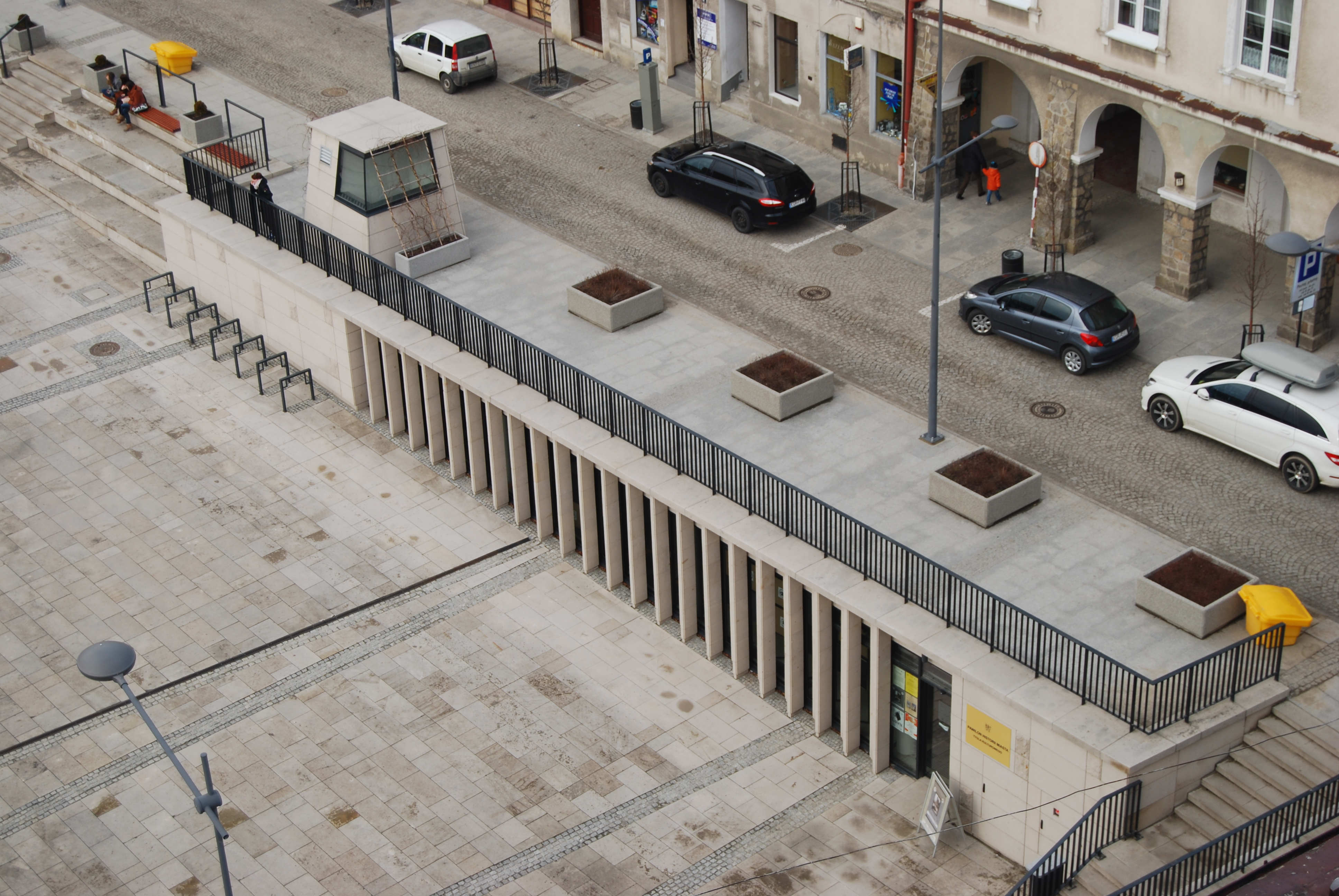
Pawilon widziany z wieży ratuszowej

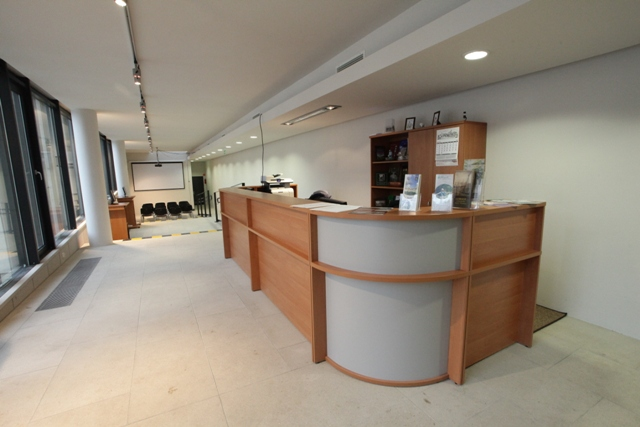
Wnętrze Pawilonu Historii Miasta

Pawilon Historii Miasta Gorlice – to wielofunkcyjny obiekt, który od 1 lutego 2013 roku działa na gorlickim Rynku.
Powstanie Pawilonu to efekt realizacji projektu rewitalizacji Starówki Gorlic w latach 2010-2013. Pawilon Historii Miasta stanowi niezbędne zaplecze dla wydarzeń kulturalnych, sportowych i rozrywkowych odbywających się na gorlickim Rynku.  Pawilon spełnia funkcję kulturalno-edukacyjną oraz informacyjną. Z Pawilonu mogą korzystać zarówno turyści odwiedzający Gorlice i region, jak i jego mieszkańcy. Udostępniane są tu materiały promocyjne o mieście i regionie, a także informacje niezbędne dla turysty do właściwego zaplanowania wypoczynku na terenie Gorlic i okolic:
- informacje o atrakcjach turystycznych
- planowanych wydarzeniach kulturalnych i rozrywkowych
- bazie noclegowej i gastronomicznej
- komunikacji, bankowości, pomocy lekarskiej itp.

## W ramach działań edukacyjnych i kulturalnych w Pawilonie organizowane są
- projekcje filmów
- wystawy fotografii i malarstwa
- odczyty i prelekcje
- kameralne koncerty muzyczne
- pokazy multimedialne dotyczące bogatej historii i geografii Ziemi Gorlickiej
- konkursy poświęcone tematyce Gorlic

## Wyposażenie Pawilonu
- salka multimedialna wyposażoną w projektor multimedialny z ekranem
- powierzchnia wystawiennicza
- 2 stanowiska komputerowe
- bezpłatna sieć WiFi
- WC dla osób niepełnosprawnych